# 爱丽丝·梅内尔
爱丽丝·克里斯蒂娜·格特鲁德·汤普森·梅内尔（Alice Christiana Gertrude Thompson Meynell，1847年9月22日—1922年11月27日），英国女作家，生于伦敦。她的第一本诗集Preludes出版于1875年。两年后，爱丽丝嫁給威尔弗里德·梅内尔（Wilfrid Meynell）。梅内尔是一位记者，还是一位罗马天主教教徒。爱丽丝在1879年至1891年间，为他诞下八名子女。她的姊妹是著名画家伊丽莎白·汤普森。